# Castleknock
Castleknock (irisch Caisleán Cnucha) ist ein Vorort von Dublin und gehört verwaltungsmäßig zum County Fingal. Er liegt 8 km westlich des Zentrums der irischen Hauptstadt.

## Bevölkerung
Für Castleknock sind bei der Volkszählung 2022 die Ergebnisse für Castleknock–Knockmaroon und Castleknock–Park einzeln ausgewiesen. Insgesamt hatte Castleknock 27.332 Einwohner.

## Mythologie
Im Finn-Zyklus der keltischen Mythologie Irlands wird in der Schlacht von Caisleán Cnucha (Castleknock) Fionn mac Cumhaills Vater Cumhall mac Basna von Goll mac Morna –  einem Gegenspieler, aber auch Gefolgsmann Fionns – im Auftrag von Tadg mac Nuadat enthauptet. Während des Kampfes büßt Goll ein Auge ein. Nach dieser Schlacht wird Goll Anführer der Fianna. Cumballs Sohn Fionn muss als Kind vor der Sippe Morna versteckt werden.

## Persönlichkeiten
- Colin Farrell (* 1976), Schauspieler
- Jane Casey (* 1977), Autorin von Kriminalromanen
- Leo Varadkar (* 1979), irischer Premierminister